# Ziliujing
Ziliujing léase Ziliú-Ching (en chino simplificado, 自流井区; pinyin, Zìliújǐng qū) es un distrito urbano bajo la administración directa de la ciudad-prefectura de Zigong. Se ubica en la provincia de Sichuan, centro-sur de la República Popular China. Su área es de 152 km² y su población total para 2010 fue más de 300 mil habitantes.

## Administración
El distrito de Ziliujing se divide en 13 pueblos que se administran en 6 subdistritos, 3 poblados y 4 villas.